# Nowa Wieś (powiat miński)
Nowa Wieś – wieś sołecka w Polsce położona w województwie mazowieckim, w powiecie mińskim, w gminie Dobre.
| SIMC    | Nazwa    | Rodzaj    |
| ------- | -------- | --------- |
| 0670440 | Ostrówek | część wsi |

W latach 1975–1998 miejscowość należała administracyjnie do województwa siedleckiego.
Wierni Kościoła rzymskokatolickiego należą do parafii św. Jana Chrzciciela w Pniewniku.